# Ameroseiidae
Ameroseiidae es una familia de ácaros perteneciente al orden Mesostigmata.

## Géneros
- Afrocypholaelaps Elsen, 1972
- Ameroseius Berlese, 1903
- Brontispalaelaps Womersley, 1956
- Edella Smith-Meyer, 1974
- Epicriopsis Berlese, 1916
- Hattena Domrow, 1963
- Neocypholaelaps Vitzthum, 1943
- Sertitympanum P. Elsen & J. O. J. Whitaker, 1985
- Sinoseius Bai & Gu, in Bai, Gu & Fang 1995